# Phaeostigma ponticum
Phaeostigma ponticum är en halssländeart som först beskrevs av Willem Albarda 1891.
Phaeostigma ponticum ingår i släktet Phaeostigma och familjen ormhalssländor. Inga underarter finns listade i Catalogue of Life.